# Lekkoatletyka na Letniej Uniwersjadzie 1967
Lekkoatletyka na Letniej Uniwersjadzie 1967 – zawody lekkoatletyczne rozegrane na Stadionie Olimpijskim w Tokio w sierpniu i wrześniu 1967 roku. W zawodach nie wzięli udziału zawodnicy z Polski, ZSRR, Bułgarii, Czechosłowacji, Kuby, NRD, Rumunii, Węgier i Korei Północnej wskutek bojkotu spowodowanego sporem co do oficjalnej nazwy reprezentacji Korei Północnej.

## Rezultaty

### Mężczyźni
| Konkurencja                   | Złoto                                                                      | Rezultat | Srebro                                                                          | Rezultat | Brąz                                                                    | Rezultat |
| Bieg na 100 m                 | Gaoussou Koné                                                              | 10,4     | Tommie Smith                                                                    | 10,5     | Ippolito Giani                                                          | 10,7     |
| Bieg na 200 m                 | Tommie Smith                                                               | 20,7     | Menzies Campbell                                                                | 21,2     | Ippolito Giani                                                          | 21,3     |
| Bieg na 400 m                 | Ingo Röper                                                                 | 46,0     | Helmar Müller                                                                   | 46,5     | Sergio Bello                                                            | 46,7     |
| Bieg na 800 m                 | Ralph Doubell                                                              | 1:46,7   | Franz-Josef Kemper                                                              | 1:46,7   | Bodo Tümmler                                                            | 1:47,9   |
| Bieg na 1500 m                | Bodo Tümmler                                                               | 3:43,4   | Dave Bailey                                                                     | 3:43,5   | Gianni Del Buono                                                        | 3:44,0   |
| Bieg na 5000 m                | Keisuke Sawaki                                                             | 14:03,8  | Van Nelson                                                                      | 14:05,4  | John Jackson                                                            | 14:06,6  |
| Bieg na 10 000 m              | Keisuke Sawaki                                                             | 29:00,0  | Van Nelson                                                                      | 29:00,8  | Lutz Philipp                                                            | 29:21,4  |
| Bieg na 110 m przez płotki    | Eddy Ottoz                                                                 | 13,9     | Ron Copeland                                                                    | 14,0     | Pierre Schoebel                                                         | 14,3     |
| Bieg na 400 m przez płotki    | Ron Whitney                                                                | 49,8     | John Sherwood                                                                   | 50,2     | Kiyoo Yui                                                               | 51,2     |
| Bieg na 3000 m z przeszkodami | Jouko Kuha                                                                 | 8:38,2   | John Jackson                                                                    | 8:42,8   | Nobuyoshi Miura                                                         | 8:52,2   |
| Sztafeta 4 × 100 m            | Włochy · Ippolito Giani · Ennio Preatoni · Vittorio Roscio · Livio Berruti | 39,8     | Japonia · Naoki Abe · Junji Ishikawa · Yoshiyuki Moriya · Shinji Ogura          | 40,2     | Wielka Brytania · Bob Frith · Menzies Campbell · Mike Hauck · Jim Barry | 40,3     |
| Sztafeta 4 × 400 m            | RFN · Helmar Müller · Ingo Röper · Rolf Krüsmann · Werner Thiemann         | 3:06,7   | Wielka Brytania · Howard Davies · Mike Hauck · Menzies Campbell · John Sherwood | 3:06,7   | Australia · Phillip King · Ralph Doubell · Greg Lewis · Peter Griffith  | 3:08,4   |
| Skok wzwyż                    | Miodrag Todosijević                                                        | 2,05     | Hidehiko Tomizawa                                                               | 2,05     | Hiromasa Kinoshita                                                      | 2,05     |
| Skok o tyczce                 | Heinfried Engel                                                            | 5,00     | Bob Seagren                                                                     | 5,00     | Alain Moreaux                                                           | 4,80     |
| Skok w dal                    | Naoki Abe                                                                  | 7,71     | Graham Taylor                                                                   | 7,65     | Pertti Pousi                                                            | 7,57     |
| Trójskok                      | Michael Sauer                                                              | 16,07    | Pertti Pousi                                                                    | 15,94    | Giuseppe Gentile                                                        | 15,84    |
| Pchnięcie kulą                | Neal Steinhauer                                                            | 19,19    | Traugott Glöckler                                                               | 18,51    | Antero Juntto                                                           | 17,24    |
| Rzut dyskiem                  | Gary Carlsen                                                               | 59,84    | Hein-Direck Neu                                                                 | 55,34    | Neal Steinhauer                                                         | 53,16    |
| Rzut młotem                   | Yoshihisa Ishida                                                           | 64,94    | Heiner Liewald                                                                  | 62,18    | Shigenobu Murofushi                                                     | 61,76    |
| Rzut oszczepem                | David Travis                                                               | 76,64    | Michel Pougheon                                                                 | 70,34    | Hisao Yamamoto                                                          | 67,72    |
| Dziesięciobój                 | Hans-Joachim Walde                                                         | 7819     | Jörg Mattheis                                                                   | 7486     | Bernard Castang                                                         | 7444     |

### Kobiety
| Konkurencja               | Złoto                                                                                 | Rezultat | Srebro                                                                     | Rezultat | Brąz                                                                                | Rezultat |
| Bieg na 100 m             | Barbara Ferrell                                                                       | 11,5     | Gabrielle Meyer                                                            | 11,7     | Gerlind Beyrichen                                                                   | 12,1     |
| Bieg na 200 m             | Gabrielle Meyer                                                                       | 23,8     | Barbara Ferrell                                                            | 23,9     | Jannette Champion                                                                   | 24,7     |
| Bieg na 400 m             | Elisabeth Östberg                                                                     | 55,4     | Gabriele Grossekettler                                                     | 56,0     | Biruta Vilmanis                                                                     | 56,5     |
| Bieg na 800 m             | Madeline Manning                                                                      | 2:06,8   | Abby Hoffman                                                               | 2:08,5   | Elisabeth Östberg                                                                   | 2:08,9   |
| Bieg na 80 m przez płotki | Françoise Masse                                                                       | 11,3     | Sheila Garnett                                                             | 11,3     | Ayako Natsume                                                                       | 11,3     |
| Sztafeta 4 × 100 m        | Francja · Anne-Marie Grosse · Françoise Masse · Michèle Alayrangues · Gabrielle Meyer | 46,5     | Japonia · Miho Sato · Ritsuko Sukegawa · Miyoko Tsujishita · Ayoko Natsume | 46,5     | RFN · Bärbel Palmi · Marlies Fünfstück · Gabriele Großekettler · Gerlinde Beyrichen | 46,8     |
| Skok wzwyż                | Mami Takeda                                                                           | 1,68     | Linda Knowles                                                              | 1,68     | Liese Prokop                                                                        | 1,68     |
| Skok w dal                | Sheila Parkin                                                                         | 6,32     | Bärbel Palmié                                                              | 6,17     | Anne-Marie Grosse                                                                   | 5,96     |
| Pchnięcie kulą            | Liesel Westermann                                                                     | 15,30    | Ryoko Sugiyama                                                             | 15,04    | Brigitte Berendonk                                                                  | 14,36    |
| Rzut dyskiem              | Liesel Westermann                                                                     | 59,22    | Brigitte Berendonk                                                         | 53,16    | Iris Malnig                                                                         | 46,16    |
| Rzut oszczepem            | RaNae Bair                                                                            | 52,98    | Sakiko Hara                                                                | 48,38    | Michèle Demys                                                                       | 48,20    |
| Pięciobój                 | Liese Prokop                                                                          | 4965     | Michiko Okamoto                                                            | 4355     | Pirkko Heikkilä                                                                     | 4274     |

## Klasyfikacja medalowa
| Klasyfikacja medalowa | Klasyfikacja medalowa    | Klasyfikacja medalowa | Klasyfikacja medalowa | Klasyfikacja medalowa | Klasyfikacja medalowa |
| --------------------- | ------------------------ | --------------------- | --------------------- | --------------------- | --------------------- |
| Miejsce               | Kraj                     | Złoto                 | Srebro                | Brąz                  | Razem                 |
| 1.                    | RFN                      | 8                     | 9                     | 5                     | 22                    |
| 2.                    | Stany Zjednoczone        | 7                     | 6                     | 1                     | 14                    |
| 3.                    | Japonia                  | 5                     | 6                     | 6                     | 17                    |
| 4.                    | Francja                  | 3                     | 2                     | 5                     | 10                    |
| 5.                    | Wielka Brytania          | 2                     | 6                     | 44                    | 11                    |
| 6.                    | Włochy                   | 2                     | 0                     | 5                     | 7                     |
| 7.                    | Finlandia                | 1                     | 1                     | 3                     | 5                     |
| 8.                    | Australia                | 1                     | 1                     | 2                     | 4                     |
| 9.                    | Austria                  | 1                     | 0                     | 2                     | 3                     |
| 10.                   | Szwecja                  | 1                     | 0                     | 1                     | 2                     |
| 11.                   | Jugosławia               | 1                     | 0                     | 0                     | 1                     |
| 11.                   | Wybrzeże Kości Słoniowej | 1                     | 0                     | 0                     | 1                     |
| 13.                   | Kanada                   | 0                     | 2                     | 0                     | 2                     |
|                       | Suma                     | 33                    | 33                    | 33                    | 99                    |